# 5922 Shouichi
5922 Shouichi eller 1992 UV är en asteroid i huvudbältet som upptäcktes den 21 oktober 1992 av den japanska astronomen Satoru Otomo i Kiyosato. Den är uppkallad efter japanen Shouichi Satō.
Asteroiden har en diameter på ungefär 6 kilometer och den tillhör asteroidgruppen Telramund.